# 리사 게이 해밀턴
리사게이 해밀턴(LisaGay Hamilton, 1964년 3월 25일 ~ )은 미국의 배우이다.

## 출연 작품

### 영화
- 12 몽키즈 (1995)
- 재키 브라운 (1997)
- 트루 크라임 (1999)
- 썸 오브 올 피어스 (2002)
- 솔로이스트 (2009)
- 비스틀리 (2011)
- 뷰티풀 보이 (2018)
- 바이스 (2018) - 콘돌리자 라이스 역
- 부기맨 (2023) - 앤 역

### 텔레비전
- 더 프랙티스 (1997-2003)
- 하우스 오브 카드 (2016)